# 鳳降村
鳳降村（英語：Fung Kong Tsuen）是一條位於香港元朗區厦村的鄉村。

## 行政區劃
鳳降村是新界小型屋宇政策下其中一條認可鄉村。

## 歷史
據1911年人口統計顯示，鳳降村有人口76人，當中男性佔34人。

## 外部連結
- 居民代表選舉鳳降村（廈村）的劃定現有鄉村範圍（2019至2022年） （页面存档备份，存于）

22°27′28″N 113°59′10″E / 22.457809°N 113.98605°E